# Alfred Schnittke
Alfred Schnittke (ros. Альфред Гарриевич Шнитке; ur. 24 listopada 1934 w mieście Engels, zm. 3 sierpnia 1998 w Hamburgu) – radziecki i niemiecki kompozytor, pianista, teoretyk muzyki i pedagog pochodzenia rosyjsko-niemiecko-żydowskiego.
Jego muzyka wywodzi się z tradycji rosyjskich (Dmitrij Szostakowicz i Igor Strawinski), niemieckich (Gustav Mahler i Alban Berg) oraz amerykańskich (Charles Ives). Skomponował m.in. dziesięć symfonii (ostatnia dokończona pośmiertnie przez Aleksandra Raskatowa), sześć concerti grossi, cztery koncerty skrzypcowe, trzy fortepianowe, dwa wiolonczelowe, koncert potrójny (na skrzypce, altówkę i wiolonczelę) oraz cztery kwartety smyczkowe i trzy opery.

## Życiorys
Ojciec Schnittkego, Harry (Garri) Wiktorowicz, urodził się we Frankfurcie w żydowskiej rodzinie o rosyjskich korzeniach i w 1926 roku przeprowadził się do ZSRR. Jego matka, Maria Iosifowna z domu Vogel, urodziła się w Rosji i była Niemką z Powołża. Alfred Schnittke urodził się w mieście Engels (dawniej Pokrowsk) – stolicy ówczesnej Niemieckiej Nadwołżańskiej Autonomicznej Socjalistycznej Republiki Radzieckiej. Języka niemieckiego nauczył się przed rosyjskim, co przyczyniło się do tego, że czuł się obco w swym ojczystym kraju.
Edukację muzyczną rozpoczął w Wiedniu, dokąd jego ojciec został oddelegowany po II wojnie światowej jako dziennikarz i tłumacz. Muzyczne tradycje Wiednia – zarówno klasyczne, związane z Haydnem, Mozartem i Beethovenem, jak i pochodzące z przełomu wieków, wywodzące się od Mahlera i Schönberga – znacznie wpłynęły na poczucie estetyki Schnittkego. Po powrocie do Moskwy w 1948 roku kontynuował studia muzyczne w Konserwatorium Moskiewskim, gdzie w latach 1953–1958 uczył się kontrapunktu oraz kompozycji u Jewgienija Gołubiewa. W 1960 roku wstąpił do Związku Kompozytorów ZSRR.
W 1961 roku zakończył studia i poślubił Irinę Katajewą – pianistkę i interpretatorkę jego dzieł. Do 1972 roku nauczał instrumentacji w konserwatorium moskiewskim, zajmując się jednocześnie komponowaniem muzyki filmowej oraz teatralnej. W okresie 1962–1996 napisał muzykę do blisko sześćdziesięciu filmów, co stanowiło istotne źródło utrzymania jego rodziny. Dzięki temu mógł swobodniej oddawać się komponowaniu dzieł muzyki poważnej. W skład jego twórczości wchodzi m.in. dziesięć symfonii (ostatnia niedokończona), sześć concerti grossi, cztery koncerty skrzypcowe, trzy fortepianowe, dwa wiolonczelowe, koncert potrójny (na skrzypce, altówkę i wiolonczelę) oraz cztery kwartety smyczkowe i trzy opery. Jego twórczość stała się znana za granicą w latach osiemdziesiątych XX wieku dzięki emigrującym artystom radzieckim, w szczególności skrzypkowi Gidonowi Kremerowi.
W 1985 roku Schnittke doznał udaru mózgu, po którym zapadł w krótkotrwałą śpiączkę. Po powrocie do zdrowia kontynuował prace kompozytorskie. W 1990 roku – po otrzymaniu obywatelstwa niemieckiego – Schnittke wraz z żoną i synem Andriejem opuścił ZSRR i osiedlił się w Hamburgu. Powodami emigracji były zlecenia, jakie Schnittke zaczął dostawać w Niemczech: umowy z teatrami, zamówienia na nowe kompozycje oraz zaproszenia na wykłady. Wyjazd na Zachód był ponadto uzasadniony względami medycznymi. Zdrowie Schnittkego pogarszało się nadal. Na cztery lata przed śmiercią, w 1994 roku, po trzecim udarze, został sparaliżowany prawostronnie i praktycznie zaprzestał komponowania. Zmarł 3 sierpnia 1998 roku w Hamburgu, pochowany na Cmentarzu Nowodziewiczym w Moskwie.

## Muzyka
Schnittke zaliczany jest do czołowych przedstawicieli postmodernizmu w muzyce – jako współtwórca i teoretyk polistylizmu – jednej z cech sztuki drugiej połowy XX wieku. Jego muzyka wywodzi się z tradycji rosyjskich (Dmitrij Szostakowicz i Igor Strawinski), niemieckich (Gustav Mahler i Alban Berg) oraz amerykańskich (Charles Ives). Schnittkego zestawia się niekiedy z Szostakowiczem – tak ze względu na inspiracje, jak z uwagi na zakres jego twórczości. O ile jednak Szostakowicz zaczynał komponować w burzliwych czasach porewolucyjnych i kontynuował pracę w epoce terroru stalinowskiego, to pierwsze utwory Schnittkego powstawały w czasie odwilży chruszczowowskiej, a większość jego dorosłego życia przypadła na stagnację rządów Breżniewa i realizmu socjalistycznego.

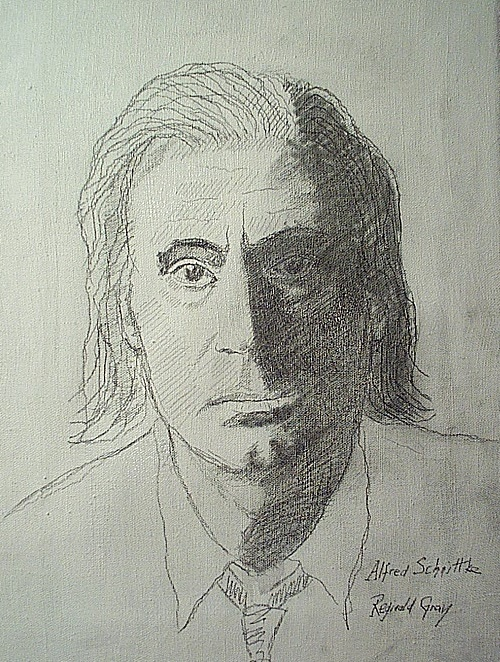
Portret Alfreda Schnittkego narysowany przez Reginalda Graya

W latach sześćdziesiątych XX wieku Schnittke pisał głównie dzieła kameralne, korzystając z rozmaitych technik (m.in. serializm) i poszukując własnego języka muzycznego. Te eksperymenty, wywodzące się z dwudziestowiecznej muzyki zachodniej, skazywały żyjącego w Związku Radzieckim Schnittkego na marginalizację. Pod koniec lat sześćdziesiątych zaczął łączyć ze sobą elementy różnych stylów (polistylizm), co jeszcze wyraźniej przejawiało się w jego utworach z lat siedemdziesiątych. Podczas komponowania stosował cytaty, kryptocytaty i aluzje do Bacha, Vivaldiego, Schönberga, Bartóka i Beethovena, Mahlera w połączeniu z przetworzeniami stylów muzyki rozrywkowej. Pierwszym dziełem koncertowym, w którym użył tej techniki, była Quasi una sonata (1967–1968). Kompozycje Schnittkego z tego okresu łączą swobodnie rozmaite style oraz gatunki: tanga, polki i walce na równi z sonatami, fugami oraz passacagliami. Schnittke definiował polistylizm jako umiejętne techniczne połączenie znanych stylów muzyki w sposób plastyczny, a w swoich utworach, utrzymanych w tej konwencji, dążył do zatarcia granicy pomiędzy muzyką poważną („Е” – Ernst) i rozrywkową („U” – Unterhaltung).
Schnittke odchodził niekiedy od technik awangardowych, jak na przykład w poświęconym pamięci jego zmarłej matki Kwintecie fortepianowym (1972–1976). Kilka pomysłów, które nie weszły do tego kwintetu, kompozytor wykorzystał w mniej reprezentatywnym dla jego twórczości, ale cieszącym się sporym powodzeniem u słuchaczy czternastoczęściowym Requiem (1975).
Z końcem lat sześćdziesiątych znalazł swój własny język, spajający rozmaite idee w homogeniczną całość, i tworzył większe formy: symfonie, koncerty i concerti grossi. Wraz z pogarszaniem się jego zdrowia, pod koniec lat siedemdziesiątych oraz później, zaczął odchodzić od polistylizmu i znalazł schronienie w posępnym, hermetycznym stylu.

## Interpretacja

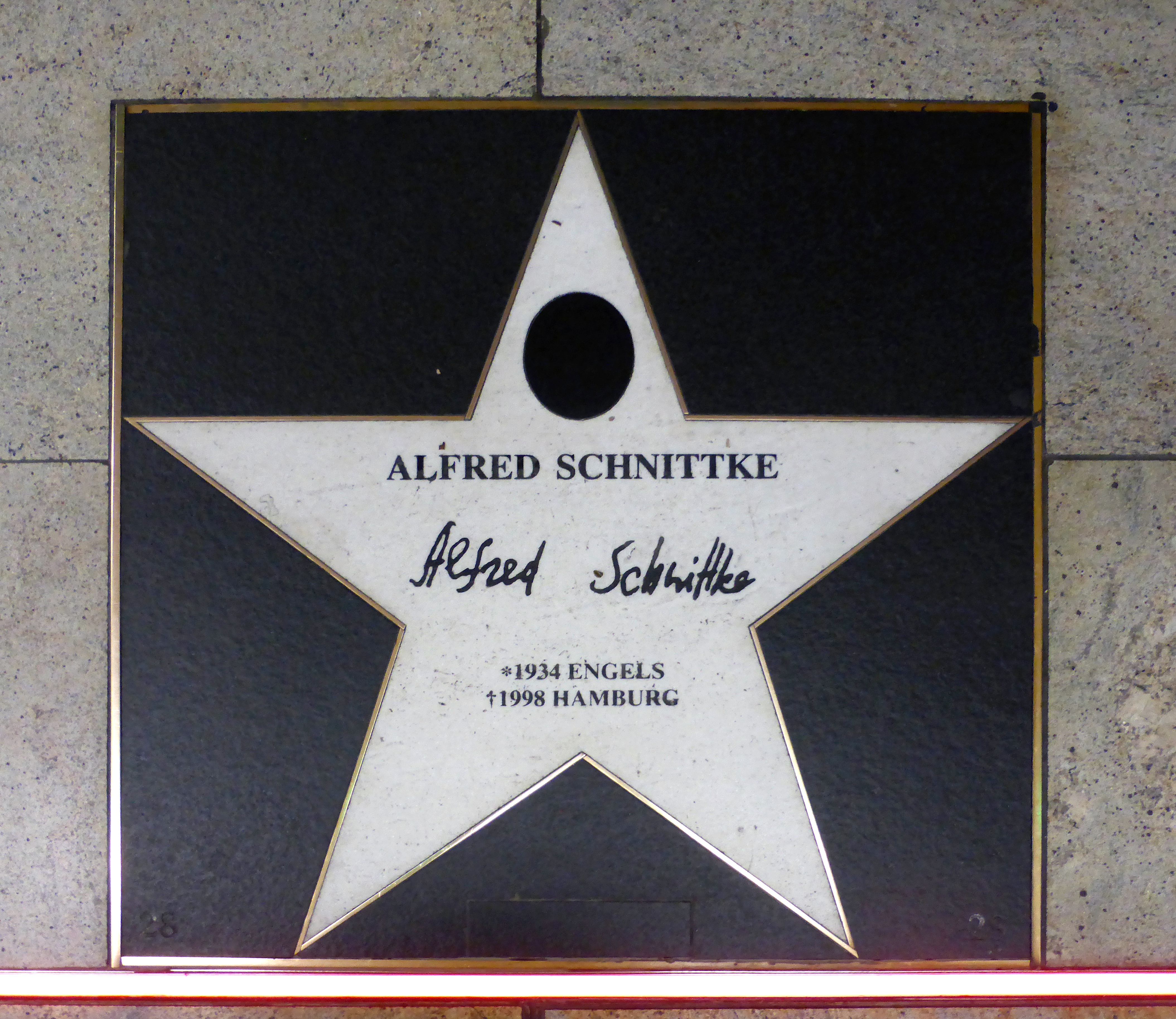
Gwiazda Alfreda Schnittkego w wiedeńskiej alei gwiazd

Aleksandr Iwaszkin w monografii Alfred Schnittke, wydanej nakładem wydawnictwa Phaidon w ramach serii 20th Century Composers w 1996 roku, tak pisze o utworach koncertowych Schnittkego: „Zamysł zapożyczony od Szostakowicza przez wiele lat dominował w muzyce Sznitkego. Jego liczne koncerty i concerti grossi prezentują w sposób symboliczny typową dla Sznitkego ideę konfliktu pomiędzy indywidualnym (solista) a kolektywnym (orkiestra). Ten rodzaj dramaturgii był ukryty w muzyce Szostakowicza, która w wielu wymiarach odzwierciedlała dramat życia w Związku Radzieckim pod naciskiem politycznym reżimu sowieckiego”. Zdaniem Iwaszkina Schnittke tworzył na przełomie „nowych czasów” (według określenia Millsa okres, który zmienił „wieki ciemne”) i postmodernizmu, gdy nastąpił wzrost irracjonalizmu, stojącym w opozycji do racjonalizmu mijającej epoki.
Ewolucję stylu muzycznego Schnittkego najłatwiej można prześledzić na przykładzie wyjątkowo cenionych przez słuchaczy kwartetów smyczkowych. Osobliwości jego stylistyki najlepiej pokazują concerti grossi oraz symfonie – szczególnie dotyczy to dzieł powstałych po 1985 roku. Znacznym powodzeniem u melomanów cieszy się Concerto grosso nr 4 – V Symfonia – dzieło będące swoistą syntezą; pomostem łączącym dwie formy, którym kompozytor poświęcał najwięcej uwagi. Podejmowane przez niego niekiedy wątki religijne znalazły najpełniejsze odzwierciedlenie we wspomnianym już Requiem. Na uwagę zasługuje też opera Historia von D. Johann Fausten, nad którą pracował z przerwami przez dwanaście lat, i którą – biorąc pod uwagę jego wypowiedzi – można uznać za temat jego życia. Irina Schnittke w jednym w wywiadów wspominała: „Niepokoiła go natura duszy człowieka – wieczny konflikt między jego sumieniem a pragnieniami. Być może dlatego Alfred tak dążył do napisania opery Historia doktora Johanna Fausta”.

## Dzieła
Po śmierci Schnittkego ukazało się kilka niepublikowanych wcześniej utworów. Aleksandr Iwaszkin, jego biograf, namówił Irinę Schnittke do udostępnienia praw do dwóch młodzieńczych dzieł kompozytora: zainspirowanej twórczością Szostakowicza i napisanej na niewielką orkiestrę Symfonii nr 0 (1956) oraz oratorium Nagasaki (powstałego w 1958 roku pod wpływem Carmina Burana Carla Orffa). Z kolei sama Irina postanowiła udostępnić niedokończoną przez Schnittkego trzyczęściową IX Symfonię (1997–1998), która jest jej zdaniem muzycznym testamentem artysty. Pisany lewą ręką i częściowo nieczytelny rękopis odcyfrował i zrekonstruował w 2007 roku rosyjski kompozytor Aleksandr Raskatow.
Pełny zbiór dzieł oraz partytury Schnittkego zostały opublikowane w wielotomowych seriach, podzielonych tematycznie pod względem form muzycznych. Obszerny katalog nagrań dzieł Alfreda Schnittkego oferuje melomanom szwedzka wytwórnia muzyczna BIS Records, powiązana z mającym siedzibę w Hongkongu Naxosem. Płyty z utworami Schnittkego wydają ponadto między innymi brytyjski Chandos Records Ltd i rosyjska Miełodija. Z kolei nakładem niemieckiego Capriccio Records, również związanego z Naxosem, ukazały się cztery albumy z muzyką filmową Schnittkego. Poniżej niektóre z jego utworów:
Symfonie
Symfonia nr 0 (1956)
I Symfonia (1969–1972)
II Symfonia „St. Florian” na chór kameralny i orkiestrę (1979)
III Symfonia (1981)
IV Symfonia (1984)
Concerto grosso nr 4 – V Symfonia (1988)
VI Symfonia (1992)
VII Symfonia (1993)
VIII Symfonia (1994)
IX Symfonia (1997–1998, rekonstrukcja w 2007)
Utwory wokalno-instrumentalne
Nagasaki (1958)
3 utwory do poezji Mariny Cwietajewej na mezzosopran i fortepian (1965)
Requiem (1975)
Der Sonnengesang des Franz von Assisi na dwa chóry mieszane i sześć instrumentów (1976)
Seid Nüchtern und Wachet... (kantata, 1983)
12 Psalmów pokutnych (1988)
Lux aeterna na chór mieszany i orkiestrę (1994)
Utwory kameralne
I Kwartet smyczkowy (1966)
II Kwartet smyczkowy (1980)
III Kwartet smyczkowy (1983)
IV Kwartet smyczkowy (1989)
Hymny I–IV na wiolonczelę i zespół instrumentalny (1974–1979)
I Sonata na skrzypce i fortepian (1963)
III Sonata fortepianowa (1992)
Fuga na skrzypce solo (1953)
Trio smyczkowe (1985)
Kwartet fortepianowy (1988)
Improwizacja na wiolonczelę (1993)
Utwory na orkiestrę
Pianissimo na orkiestrę (1968)
Passacaglia na orkiestrę (1979–1980)
Vier Aphorismen na orkiestrę (1988)
Monolog na altówkę i orkiestrę smyczkową (1989)
Koncerty
Concerto grosso nr 1 (1977)
Concerto grosso nr 2 (1981–1982)
Concerto grosso nr 3 (1985)
Concerto grosso nr 4 – V Symfonia (1988)
Concerto grosso nr 5 (1991)
Concerto grosso nr 6 (1993)
I Koncert na skrzypce i orkiestrę (1957)
II Koncert na skrzypce i orkiestrę kameralną (1966)
III Koncert na skrzypce i orkiestrę kameralną (1978)
IV Koncert na skrzypce i orkiestrę (1984)
I Koncert na wiolonczelę i orkiestrę (1985–1986)
II Koncert na wiolonczelę i orkiestrę (1990)
I Koncert na fortepian i orkiestrę (1960)
Koncert na fortepian i orkiestrę smyczkową (1979)
Koncert na altówkę i orkiestrę (1985)
Koncert potrójny na skrzypce, altówkę, wiolonczelę i orkiestrę smyczkową (1994)
Kompozycje sceniczne
Życie z idiotą (opera, 1991)
Historia doktora Johanna Fausta (opera, 1991–1994)
Labirynty (balet, 1971)
Peer Gynt (balet, 1986)
Der Gelbe Klang (kompozycja sceniczna, 1973–1974)

## Muzyka do filmów
Jako kompozytor Schnittke brał udział w pracach nad powstaniem blisko osiemdziesięciu filmów – oto wyżej oceniane w IMDB (od 7.0 wzwyż):

Agonia (1981)
Dniewnyje zwiozdy (ros. Дневные звёзды, 1968)
Dworzec Białoruski (1970)
Ewakuacja (ros. Вступление, 1962)
Fantazii Fariatjewa (ros. Фантазии Фарятьева, 1979)
I s wami snowa ja... (ros. И с вами снова я..., 1981)
I wsio-taki ja wieriu... (ros. И всё-таки я верю..., 1974)
Ja sjuda bol’sze nikogda nie wiernus’ (ros. Я сюда больше никогда не вернусь, 1990)
Komisarz (ros. Комиссар, 1967)
Le Tombeau d’Alexandre (1992)
Łarisa (ros. Лариса, 1980)
Małe dramaty (ros. Маленькие трагедии, 1979)
Martwe dusze (ros. Мёртвые души, 1984)
Mistrz i Małgorzata (ros. Мастер и Маргарита, 1994)
Ojciec Sergiusz (1978)
Jesień (ros. Осень, 1974)
Jesień (ros. Осень, animowany, 1982)
Posietitel’ muzeja (ros. Посетитель музея, 1989)
Proszczanije (ros. Прощание, 1981)
Samolot w płomieniach (ros. Экипаж, 1979)
Skazka stranstwij (ros. Сказка странствий, 1982)
Szklane organki (ros. Стеклянная гармоника, 1968)
Wniebowstąpienie (1976)

## Nagrody
W 1986 roku Schnittke otrzymał nagrodę państwową RFSRR (ros. Государственная премия РСФСР имени Н.К. Крупской – Gosudarstwiennaja priemija RSFSR imieni N.K. Krupskoj). Jest laureatem Nagrody Bachowskiej Hanseatyckiego Miasta Hamburg (1990), Austriackiej Nagrody Państwowej (1990), rosyjskiej nagrody „Triumf” (1992), Praemium Imperiale (1992), Państwowej Nagrody Federacji Rosyjskiej (1995), nagrodzony Krzyżem Wielkim Orderu Zasługi z Republiki Federalnej Niemiec (1994), Österreichisches Ehrenzeichen für Wissenschaft und Kunst (1995), wielkiej nagrody „Sława-Gloria” (1998). W 1986 roku został członkiem Akademii Sztuk Pięknych w Monachium, w 1987 roku – Szwedzkiej Królewskiej Akademii Muzycznej, w 1989 roku – honorowym członkiem Freie Akademie der Künste in Hamburg, w 1990 roku – Royal College of Music, a w 1994 roku – Amerykańskiej Akademii Sztuki i Literatury.